# Plexus dentaire inférieur
Le plexus dentaire inférieur est un plexus nerveux qui innerve la mâchoire inférieure.
Il est formé par les ramifications du nerf alvéolaire inférieur.
Il innerve les molaires mandibulaires, la première prémolaire mandibulaire et une partie de la deuxième prémolaire.
Les  canines et les incisives ne sont pas innervées par le plexus dentaire inférieur mais par la branche incisive du nerf alvéolaire inférieur.